# Slaves & Masters
Slaves & Masters trinaesti je studijski album britanskog hard rock sastava Deep Purple, kojeg u Americi 1990. godine objavljuje diskografska kuća 'RCA', a u Velikoj Britaniji 'BMG'.
Ovo je jedini album na kojemu prve vokale izvodi Joe Lynn Turner, koji je Iana Gillana zamijenio godinu ranije. Međutim, Turner je još uvijek bio član sastava kada je počelo snimanje albuma The Battle Rages On.
Iako album nije privukao dovoljno veliku medijsku pažnju i praktički je bio zaboravljen u SAD-u, sljedeće 1991. godine, Europska turneja donijela im je vrlo veliki glazbeni i financijski uspjeh. Također, tu se našla i velika grupa obožavatelja, koji tvrde da je album jedan od najboljih iz Purplovog kataloga i hvale postavu MK V za odlične scenske nastupu za vrijeme održavanja koncerata.

## Popis pjesama

### Vinili izdanje
1. "King of Dreams" (Joe Lynn Turner, Ritchie Blackmore, Roger Glover) – 5:26
2. "The Cut Runs Deep" (Turner, Blackmore, Glover, Jon Lord, Ian Paice) – 5:42
3. "Fire in the Basement" (Turner, Blackmore, Glover, Lord, Paice) – 4:43
4. "Fortuneteller" (Turner, Blackmore, Glover, Lord, Paice) – 5:49
5. "Truth Hurts" (Turner, Blackmore, Glover) – 5:14
6. "Breakfast in Bed" (Turner, Blackmore, Glover) – 5:17
7. "Love Conquers All" (Turner, Blackmore, Glover) – 3:47
8. "Too Much Is Not Enough" (Turner, Bob Held, Al Greenwood) – 4:17
9. "Wicked Ways" (Turner, Blackmore, Glover) – 6:33

### CD izdanje
1. "King of Dreams" (Turner, Blackmore, Glover) – 5:28
2. "The Cut Runs Deep" (Turner, Blackmore, Glover, Lord, Paice) – 5:42
3. "Fire in the Basement" (Turner, Blackmore, Glover, Lord, Paice) – 4:43
4. "Truth Hurts" (Turner, Blackmore, Glover) – 5:14
5. "Breakfast in Bed" (Turner, Blackmore, Glover) – 5:17
6. "Love Conquers All" (Turner, Blackmore, Glover) – 3:47
7. "Fortuneteller" (Turner, Blackmore, Glover, Lord, Paice) – 5:49
8. "Too Much Is Not Enough" (Turner, Held, Greenwood) – 4:17
9. "Wicked Ways" (Turner, Blackmore, Glover) – 6:33

## Izvođači
- Ritchie Blackmore - električna gitara
- Joe Lynn Turner - vokal
- Roger Glover - bas-gitara
- Jon Lord - orgulje, klavijature
- Ian Paice - bubnjevi

### Produkcija
- Producent - Roger Glover
- Projekcija - Nick Blagona
- Asistent projekcije - Raymond D'Addario
- Miks - Nick Blagona i Roger Glover

## Vanjske poveznice
- Discogs.com - Deep Purple - Slaves And Masterst